# Тихомирова, Анна Владимировна
А́нна Влади́мировна Тихоми́рова (род. в 1968 году в Москве) — российская социальная предпринимательница, основательница проекта в сфере социального предпринимательства, книжного магазина и книжного клуба на колёсах «Бампер», цель которого — сделать современную детскую литературу доступной для всех, в том числе для жителей отдалённых от крупных центров сельских поселений.

## Биография
Анна Владимировна Тихомирова родилась в 1968 году в Москве. Высшее образование получила в Московском государственном университете по специальности «Психология». Начиная с 1990 года работала в социальной среде, в том числе с трудными подростками. В ходе своей работы выяснила, что трудные подростки, как правило, в детстве практически не уделяли времени чтению книг, и решила открыть книжный магазин.
Благотворительный проект возник в 2010 году на базе Центра психологической помощи для подростков «Перекрёсток» в Москве, руководителем которого и является Тихомирова. Однако средств хватило только на приобретение автобуса. По словам Анны Тихомировой, в автобусе собрана особая литература, достойная читающей аудитории.

Если бы наша основная цель была продать как можно больше книг, то на полках мелькали бы совсем другие корешки.— основатель проекта Анна Тихомирова
Начиная с 2010 года Анна Владимировна является генеральным директором учреждённого ей фонда поддержки культурного развития детей «Культура детства». Также руководит НИЦ доказательного социального проектирования Московского городского психолого-педагогического университета.
Помимо всего прочего, приняла участие в фестивале FemmeFest и вебинаре «Бизнес для мам».

## Личная жизнь
Анна Тихомирова замужем, воспитывает трёх дочерей.